# Oncorhynchus clarkii pleuriticus
Oncorhynchus clarkii pleuriticus is een ondersoort van de straalvinnige vissen uit de familie van de zalmen (Salmonidae). De wetenschappelijke naam van de soort is voor het eerst geldig gepubliceerd in 1872 door Cope.